# Ризо (Бергамо)
Ризо је насеље у Италији у округу Бергамо, региону Ломбардија.
Према процени из 2011. у насељу је живело 139 становника. Насеље се налази на надморској висини од 538 м.